# Blue Crane Route
Blue Crane Route – gmina w Republice Południowej Afryki, w Prowincji Przylądkowej Wschodniej, w dystrykcie Sarah Baartman. Siedzibą administracyjną gminy jest Somerset East.